# Scutigera nossibei
Scutigera nossibei är en mångfotingart som beskrevs av de Saussure et Zehntner 1902. Scutigera nossibei ingår i släktet Scutigera och familjen spindelfotingar. Inga underarter finns listade i Catalogue of Life.